# Gora Skalistaja (Mac-Robertson-Land)
Gora Skalistaja (Transkription von russisch Гора Скалистая ‚Felsiger Berg‘) ist ein Nunatak im ostantarktischen Mac-Robertson-Land. In den Prince Charles Mountains ragt am Massif Drakon im Norden des Mount Menzies auf.
Russische Wissenschaftler benannten ihn deskriptiv.